# 印第安波因特鎮區 (伊利諾伊州諾克斯縣)
印第安波因特鎮區（英語：Indian Point Township）是位於美國伊利諾伊州諾克斯縣的一個行政鎮區。

## 地方資料
根據2010年美國人口普查的數據，印第安波因特鎮區的面積為93.50平方千米，當中陸地面積為93.47平方千米，而水域面積為0.03平方千米。當地共有人口1494人，而人口密度為每平方千米15.98人。